# Música do Pará
A música paraense refere-se as manifestações musicais do Pará através dos últimos séculos, incluindo Carimbó, Lundu marajoara, siriá, guitarrada, lambada, brega, tecnobrega, entre outros.

## História

### Carimbó
Surgida na na Ilha do Marajó e na zona do Salgado (Marapanim, Curuçá, Algodoal), o carimbó é considerado um gênero musical de origem indígena que se miscigenou e recebeu outras influências das culturas africana e europeia. Sendo a música preferida pelos pescadores marajoaras, embora não conhecida como carimbó até então, o ritmo atravessou a baía de Guajará e veio até as praias do Salgado paraense.
A formação instrumental original do carimbó é composta por dois curimbós um alto e outro baixo, em referência aos timbres (agudo e grave) dos instrumentos; uma flauta de madeira (geralmente de ébano ou acapú, aparentadas ao pife do nordeste), maracás e uma viola cabocla de quatro cordas, posteriormente substituída pelo banjo artesanal, feito com madeira, cordas de náilon e couro de veado. Hoje o instrumental incorpora outros instrumentos de sopro, como flautas, clarinetes e saxofones. Até o final da década de 1950, o carimbó era visto apenas como uma manifestação do folclore, sendo que nesse mesmo período boa parte dos criadores de carimbó estavam nas cidades do interior paraense.
Nos anos 60 e 70, adicionaram-se ao carimbó instrumentos elétricos (como guitarras), e com isso o gênero passou a apresentar também uma vertente moderna, chamado de "carimbó estilizado" (além da tradicional, que existe até hoje e é registrado como patrimônio cultural imaterial do Brasil pelo Iphan), sofrendo influências do merengue e da cúmbia, com a adição de instrumentos elétricos (como a guitarra).
Visto até então como música marginal, o carimbó passou a ser aceito em ambiente urbano a partir de 1971, com os LPs de Mestre Verequete, Mestre Cupijó, Pinduca e outros artistas paraenses lançados, se tornando em poucos anos uma verdadeira febre em Belém e até em outros estados brasileiros.
Em 2014, o carimbó tradicional foi registrado como forma de expressão e patrimônio Cultural do Brasil - aprovado pelo Instituto do Patrimônio Histórico e Artístico Nacional (IPHAN). Atualmente, o carimbó tradicional segue sendo feito pelos interiores do Estado do Pará e também na capital.

### Guitarrada e Lambada
A lambada surgiu primeiro como o nome de uma música do Pinduca na década de 1970, mas o ritmo só foi criado anos depois por Manoel Cordeiro, e de cara conquistou o público com uma mistura do carimbó com a música metálica e eletrônica do Caribe. O gênero tornou-se nacionalmente conhecido, o que impulsionou o sucesso de novos artistas, como Beto Barbosa, Márcia Ferreira e Manezinho do Sax. Com o sucesso do ritmo no Brasil, a Lambada tornou-se mundialmente conhecida na década seguinte, quando empresários franceses lançaram o grupo Kaoma, com grande repercussão no exterior e depois também no Brasil. No entanto, após a superexposição, a lambada voltou a ser um ritmo marcadamente de conhecimento regional.
Já a guitarrada é um gênero musical paraense genuinamente instrumental nascido da fusão do choro, do carimbó e da cumbia além do movimento jovem guarda, entre outros. Criado por Mestre Vieira, é um ritmo cujo solista é a guitarra elétrica.

### Lundu Marajoara
O lundu marajoara é uma vertente surgida na Ilha do Marajó da dança brasileira lundu, criada a partir dos batuques dos escravos bantos trazidos de Angola e dos ritmos portugueses.
O lundu marajoara é uma vertente surgida na Ilha do Marajó da dança brasileira lundu, criada a partir dos batuques dos escravos bantos trazidos de Angola e dos ritmos portugueses.
O lundu possui também influências portuguesas no que diz respeito aos movimentos de sapateados, posturas do corpo, elevação de braços acima da cabeça e marcação com os pés ao ritmo da música.[carece de fontes?]

## Coreografia
A coreografia destaca-se como a mais sensual dança folclórica paraense. A história baseia-se em um convite do homem à mulher para um encontro sexual. A dança inicia e o homem convida a dama para dançar, a princípio ela recua, mas diante da insistência do companheiro acaba por aceitar.

### Siriá
Originária de Cametá, o siriá é uma dança brasileira considerada uma expressão de amor, de sedução e de gratidão para os índios e para os escravos africanos ante um fenômeno tido como sobrenatural e milagroso.
Utiliza-se dos mesmos utilizados na dança do carimbó, embora com maiores e mais variadas evoluções.
Seu nome deriva de siri, influenciado pelo sotaque dos caboclos e escravos da região.

### Tecnobrega
O tecnobrega tem suas raízes no brega tradicional, quando se formou o movimento do gênero no Pará na década de 1980. Nos anos seguintes, com a incorporação de novos elementos à sua tradição, o estado foi o berço de subgêneros como o bregacalypso, notadamente influenciado pela música caribenha.
Mas foi em 2002, com a fusão com a música eletrônica, que nasceu na periferia de Belém o tecnobrega. Embora marginalizado das grandes gravadoras e dos meios de comunicação de massa, o tecnobrega criou novas formas de produção e distribuição, com suas festas das aparelhagens com DJs, produtores caseiros e venda alternativa de CDs através de camelôs, para uma difusão mais rápida das músicas e de acordo com o artista.

### Brega Pop
O Brega Pop é um ritmo paraense que surgiu em Belém do Pará em meados da década de 1990, refinado do brega. Tem a influência de ritmos regionais do Pará como: lambada, carimbó, guitarrada, siriá em fusão com calipso, ska, reggae e rock and roll.